# Uti vår hage
För andra betydelser, se Uti vår hage (olika betydelser).
Uti vår hage är en svensk folkvisa (polska) av okänt ursprung och okänd ålder som nedtecknades på Gotland under 1880-talet.
Uti vår hage är en av de mest kända folkvisorna, mycket på grund av det ofta framförda arrangemanget för kör av Hugo Alfvén. Den hör bland annat till en av valborgsmässofirandets traditionella sångnummer.

## Text
Visans ursprung har undersökts av bland andra Margareta Jersild och Märta Ramsten. Den äldsta publikationen av Uti vår hage är den som ingår i Hugo Luttemans häfte Fyris, sånger för mansröster från 1880-talet under namnet Folkvisa från Gotland. Det finns dock inga tidigare källor som kan sägas vara en direkt förebild för Luttemans publikation. Följande två strofer på gutamål finns dock upptecknade av den gotländske geologen Torbern Fegræus som överlämnade dem till Gotlands Landsmålsförening i Uppsala på 1880-talet. Både text och musik i den nu allmänt kända versionen är troligen tillrättalagda, möjligen av Hugo Lutteman – de tre sista stroferna har ingen motsvarighet i bevarade texter, och har dessutom, som Margareta Jersild påpekat, en påtaglig litterär prägel.
Äuti mors hage, där vaksar blabär,

kum hjärtansfrögd!

U vilst däu mi nåke, så träffes vör där.

Kum liljar u pullilaje Kum rosar u salivie

Kum krusande mynte Kum hjärtans frögd.

U nå har je blet giftar, nå hajtar ja mor –

Kum hjärtans frögd

Nå jär ja lete betar än ja var e fjor

Kum liljar u pullilaje osv.
Texten går tillbaka på en sånglek och sammanfaller med strofer ur Och jungfrun går i dansen. I textens första vers räknas flera växter upp: liljor, akvileja, rosor, salvia, krusmynta och hjärtansfröjd (citronmeliss). Växterna i sig är historiskt använda som medicinalväxter, och kanske på grund av detta har en myt vuxit fram att de uppräknade växterna i visan i själva verket skulle utgöra ett recept för abort, även om det inte finns något stöd för detta påstående.
Det nuvarande omkvädet där örterna uppräknas finns i gamla källor, bland annat i medeltidsballaden En rosen visa med elskogh från en visbok från omkring år 1600. Det är inte ovanligt att omkväden används för olika visor på det här sättet, och just omkväden med en uppräkning av krydd- och medicinalväxter finns även i danska, tyska och engelska ballader.
Wungersuen snaka thill käristen sin:

Min hiertans frödh,

wille J Rida [J] lunden Jdag,

Roser och saluier, lilijer och persilier

krusade mynte och hiertans frödh:

## Musik
Den melodi som finns i Luttemans publikation av visan från 1880-talet har ingen belagd förlaga. Lutteman var själv från Gotland, så möjligtvis har han själv hört visan där, eller fått en uppteckning av den. Oavsett har han bearbetat både texten och melodin. Den publicerades sedan, antingen en- eller tvåstämmigt, i bland annat Eggelings Sångbok (1898), Alice Tegnérs Unga röster (1904) och Sjung swenska folk (1906).
1923 publicerades ett arrangemang av visan både för manskör och blandad kör av Hugo Alfvén, men den hade redan framförts av Orphei Drängar 1918 som vid den tiden leddes av Alfvén. Alfvéns arrangemang följer Luttemans mycket nära, men innehåller ett tillägg i form av en slutcoda i dur, och lite fylligare harmonier.

## Inspelningar
En tidig inspelning i akustisk version gjordes av Oscar Ralf 1916 och utkom på skiva samma år. Sången har också spelats in på engelska av Engel Lund, med Ferdinand Rauter på piano, som "Out in the Garden" i London den 26 januari 1954, som kom ut på skiva i juni samma år. Därutöver finns nära 150 inspelningar av sången, i huvudsak av svenska körer, men även av rock- och popband som State of sound och Klara & Jag

## Filmmusik
Visan har förekommit i flera filmer: 
- Du gamla du fria (1938)
- Hem från Babylon (1941)
- Som du vill ha mej (1943)
- Kärlek och allsång (1944)
- Janne Vängman i farten (1954)
- Sista dansen (1993)
- Hästmannen (2006)
- Linas kvällsbok (2007)
- Young Royals (2024)